# John Gast (peintre)
John Gast, né le 21 décembre 1842 à Berlin et mort le 26 juillet 1896 à Brooklyn (New York), est un peintre et lithographe américain, principalement connu pour son tableau « American Progress ».

## Biographie
La vie de John Gast est presque exclusivement documentée par la biographie écrite par son père en 1894-1897.

### Enfance
John Gast est le fils de Leopold Heinrich Gast, lithographe, et de son épouse Bertha Volckmann. Il est baptisé le 22 janvier 1843 à Berlin, en Prusse sous le prénom de « Johannes », mais sa famille l’appelle « Hans ». Berlin n’est qu’une étape dans la vie professionnelle du père. La famille déménage deux ans après la naissance de Hans à  Halle-sur-Saale, puis, en 1848, s’embarque à Brême pour La Nouvelle-Orléans, s’établissant finalement à St. Louis dans le Missouri. Le père fonde (avec son frère August, mais ce dernier se retire rapidement) une entreprise de lithographie. Hans apprend à jouer du piano et montre tôt du talent pour le dessin et la peinture.

### Études en Allemagne
En 1860, à l'âge de 18 ans, Hans accompagne son père pour une visite en Allemagne, et y reste afin d’étudier à la Académie des arts de Berlin. Parmi ses professeurs figurent Ferdinand Bellermann et Theodor Hosemann, qui prennent tous deux en charge le jeune homme à titre privé quand la guerre civile américaine  (1861–1865) le coupe de ses soutiens. Hans donne en échange des cours d’anglais. À St. Louis ses parents ont de gros soucis financiers, le fils aîné Paul étant officier pendant la guerre et ne pouvant les aider. Lorsque Leopold Gast tombe sérieusement malade, en 1864, Hans rentre à St. Louis après 4 ans et demi d’absence.

### Enseignant à Washington (Missouri)
Hans semble à ce moment tiraillé entre la reconnaissance et le sens du devoir envers son père d’une part et son désir de devenir peintre d’autre part. Les conditions à St Louis se dégradant, Leopold Gast accepte que Hans gagne sa vie en tant qu’enseignant de dessin à l’université et à l’institut Mary à Washington (Missouri). Mais il lui manque toujours des connaissances dans le domaine lithographique. Il doit les acquérir par un voyage en Europe, à Paris.

### Séjour à Paris
Le 24 juin 1867, Hans se rend via Boston à New York et un mois plus tard embarque pour Paris. La vie semble y avoir été difficile pour lui, car il s’y sent étranger et n’a pas les contacts que son père lui avait fournis pour l’Allemagne. Il trouve finalement du travail dans l’entreprise de chromolithographie des frères alsaciens Thürwanger.

### Fondation de sa propre entreprise
En juin 1868, son père offre à Hans la possibilité de revenir de Paris. Après la mort de son partenaire, il ne peut continuer seul son entreprise de lithographie, d’autant que les héritiers veulent récupérer leur part. Les espoirs de la famille reposent donc sur Hans et l’entreprise, Leopold Gast & Son, devient finalement John Gast & Co.
Le 30 septembre 1869, Hans (John) se rend à New York pour réaliser une commande importante, une grande impression en chromolithographie pour l’artiste Thompson ; d’autres contrats bien payés suivent. Mais à la fin de 1869, John rentre précipitamment chez lui, souffrant de rhumatismes, et après sa guérison revend sa part à son oncle August. Leopold Gast se dit alors très déçu de son fils, qu’il décrit comme arrogant, frivole et ingrat, et leurs relations semblent (selon la biographie écrite par son père) se dégrader.
En 1870, John s’éprend d’une veuve, Augusta Marie Catharine Stohlmann, née le 27 juin 1842. Elle a un fils de son précédent mariage. John Leopold, leur premier enfant, meurt au cours de sa première année, leur fille Augusta Marie Catharine (Marie Louise) nait le 10 août 1879 à Brooklyn. John Gast meurt en juin 1896 à 54 ans.

## Œuvre

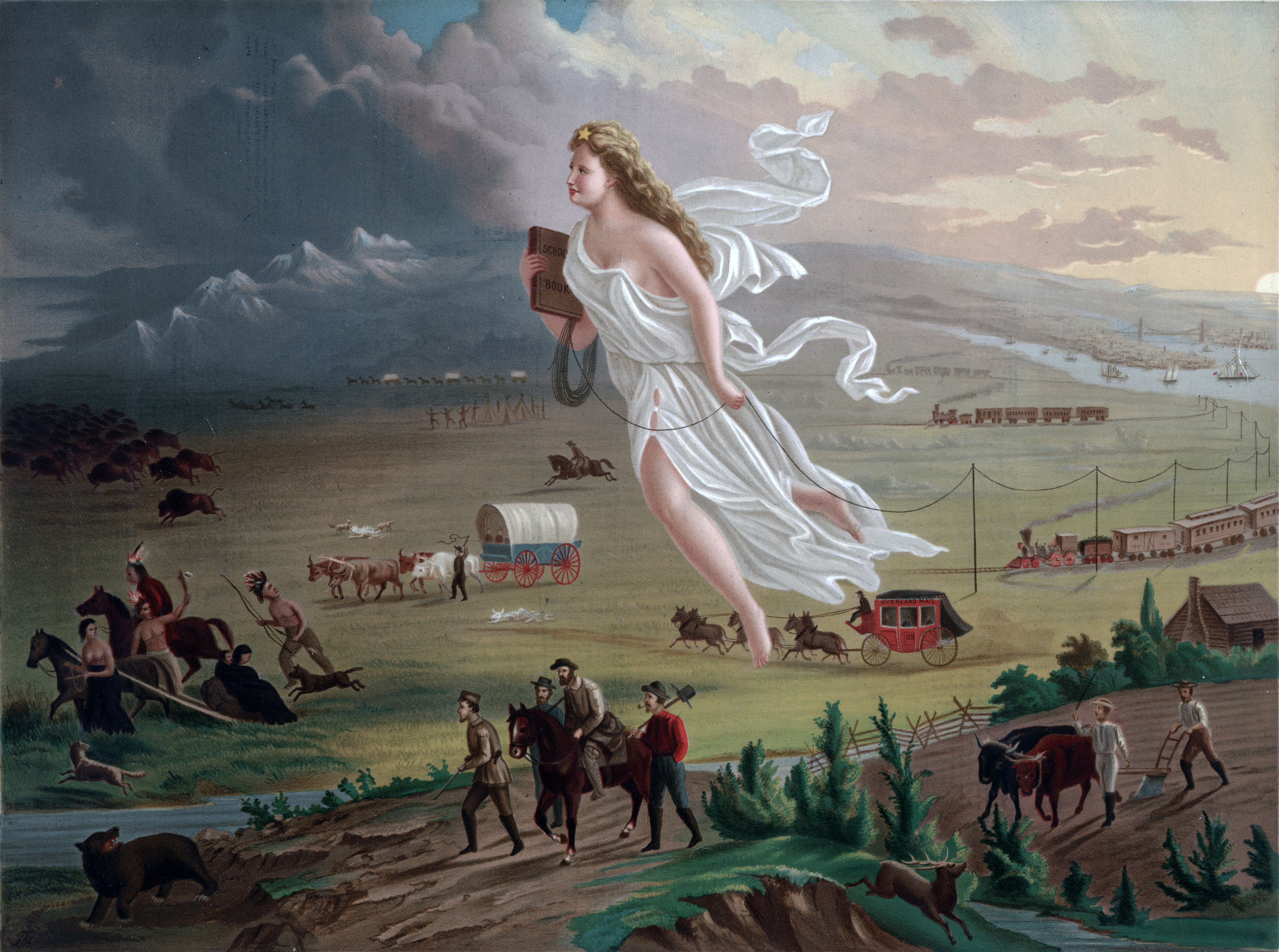
American Progress, peinture de John Gast, 1872.

Si la majeure partie du travail de Gast se compose de lithographies, sa reconnaissance internationale vient avant tout d’une seule peinture. En 1872, il réalise une commande de l’éditeur George Crofutt : une peinture à l’huile, à laquelle il donne le titre de Westward Ho/Manifest Destiny, mais qui est connue sous celui de  American Progress. Cette peinture représente la colonisation de l’ouest américain comme une allégorie de la Destinée manifeste, la mission décrite comme religieuse et civilisatrice des colons.
Corfutt, qui publie une série de guides de voyages, n’a pas seulement inclus une impression de la peinture dans un de ses livres, mais en a aussi fait réaliser une chromolithographie agrandie pour ses abonnés. La peinture devient ainsi rapidement la visualisation la plus connue de la destinée manifeste,.